# Påskedag
Påskedag er den dag i den kristne påske, hvor Jesus Kristus, ifølge Det Nye Testamente, stod op af graven efter at have været død siden langfredag. Dvs. han er formentlig stået op i løbet af natten, da han som bekendt for længst var væk, da kvinderne kom til graven tidlig om morgenen, hvor de mødte englen, der viste dem det sted, hvor Han havde ligget.
Beregningen af datoen for påskedag kaldes computus. Alle andre forskydelige danske helligdage beregnes ud fra påskedag.